# Айба Олексій Гутович
Олексій Гутович Айба (1911, село Калдахвара, тепер село Калдахуара Гудаутського району, Абхазія, Республіка Грузія — ?) — грузинський радянський діяч, шахтар-прохідник, бригадир бригади прохідників шахти імені Сталіна тресту «Ткварчелвугілля» Абхазької АРСР. Депутат Верховної ради СРСР 2-го скликання.

## Життєпис
Народився в бідній селянській родині. З 1929 року працював на новобудовах у районі ріки Бзиб Абхазької АРСР, був завідувачем транспортного відділу на будівництві. У 1933 році вступив до комсомолу.
З 1933 року — завідувач відділу кадрів Бзибського відділення Грузсільгосппостачу, старший десятник Калдахварського лісозаводу Абхазької АРСР. 
З кінця 1930-х років — робітник-розштибовник, бутчик, наваловибійник, шахтар-прохідник комсомольсько-молодіжної бригади тресту «Ткварчелвугілля» Абхазької АРСР. Член ВКП(б) з 1941 року.
З 1942 року — десятник, диспетчер шахти, вчитель шахтарів-прохідників у школі фабрично-заводського навчання в місті Ткварчелі, бригадир бригади прохідників шахти імені Сталіна тресту «Ткварчелвугілля» Абхазької АРСР.
Подальша доля невідома.

## Нагороди
- орден Леніна (1942)
- медаль «За оборону Кавказу»
- медалі